# Lobelia physaloides
Lobelia physaloides är en klockväxtart som beskrevs av Allan Cunningham. Lobelia physaloides ingår i släktet lobelior, och familjen klockväxter. Inga underarter finns listade i Catalogue of Life.